# На висотах Нью-Йорка
На висотах Нью-Йорка (англ. In the Heights) — фільм режисера Джона М. Чу, екранізація однойменного бродвейського мюзиклу Лін-Мануеля Міранди за лібрето Кіари Алегрії Худес.
Світова прем'єра відбулася 4 червня 2021 року на Латиноамериканському міжнародному кінофестивалі в Лос-Анджелесі. Початок показів в кінотеатрах США, України і на HBO Max розпочався 10 червня 2021. Фільм отримав визнання критиків, які відмітили його історію, режисуру, виконання та музичні номери.

## Сюжет
Дія фільму відбувається в нью-йоркському районі Вашингтон-Гайтс (Вашингтонські пагорби). Власник маленької крамниці Уснаві закоханий в місцеву красуню Ванессу. Він мріє повернутися в Домініканську Республіку і відкрити там ресторан. Ніна, яка не може продовжувати навчання в дорогому Стенфордському університеті, закохується в Бенні, що працює на батька Ніни. Бабуся Клавдія, найстарша жителька району, виграє в лотерею 96 тисяч доларів.

## В ролях
| Актор                        | Роль              |
| ---------------------------- | ----------------- |
| Ентоні Рамос                 | Уснаві            |
| Корі Гокінс                  | Бенні             |
| Леслі Грейс Аріана Грінблатт | Ніна              |
| Мелісса Баррера              | Ванесса           |
| Джиммі Смітс                 | Кевін Розаріо     |
| Стефані Беатріс              | Карла             |
| Даша Поланко                 | Кука              |
| Марк Ентоні                  | Гапо              |
| Лін-Мануель Міранда          | продавець пірагуа |

## Виробництво
У лютому 2008 року в театрі Річарда Роджерса відбулася бродвейська прем'єра мюзиклу «На висотах», який починаючий у той час композитор і лирист Лін-Мануель Міранда склав ще на другому курсі коледжу.. Мюзикл завоював безліч театральних премій, в тому числі Obie, Тоні і Греммі, отримав схвальні відгуки критиків і любов глядачів. У листопаді 2008 року студія Universal Pictures оголосила, що вона отримала права на екранізацію мюзиклу з попередньою датою релізу в 2011 році. Режисером проекту був визначений Кенні Ортега, сценарій повинна була написати Кіара Алегрія Худес. Однак Universal відмовилася від планованого фільму, проект був скасований.
У травні 2016 року було оголошено, що поширенням фільму буде займатися The Weinstein Company В ролі режисера за проектом був закріплений Джон Чу. У вересні 2016 року Лін-Мануель Міранда допустив можливість своєї участі у фільмі, але не в ролі Уснаві.
Після скандалу зі звинуваченням Харві Вайнштейна в неналежній поведінці Худес почала вести переговори щодо розірвання контракту з продюсерською компанією. У квітні 2018 року права на фільм повернулися до Міранди і Худес. У травні 2018 року їх за 50 млн дол. США викупили Warner Bros. Pictures, обійшовши в процесі боротьби кілька інших компаній.
У жовтні 2018 року було оголошено, що головну роль у фільмі виконає Ентоні Рамос, який до цього грав у сценічній версії мюзиклу і в бродвейському хіті «Гамільтон». Інший склад був затверджений в квітні 2019 року. Він також включив в себе Корі Гокінса (Бенні), Джиммі Смітса (Кевін Розаріо), Стефані Беатріс (Карла) та ін Лін-Мануель Міранда підтвердив свою участь в ролі продавця пірагуа в червні 2019 року, вже після початку знімального процесу в Нью-Йорку.

## Реліз
Реліз фільму був призначений на 26 червня 2020 року, але відкладений до червня 2021 року через пандемію COVID-19. Перший віртуальний показ для критиків відбувся 15 квітня 2021 року. Після світової прем'єри на міжнародному Латиноамериканському кінофестивалі в Лос-Анджелесі 4 червня 2021 року, 9 червня відбувся показ на кінофестивалі Tribeca у Нью-Йорку. 10 червня 2021 року розпочався показ фільму в кінотеатрах США та України, а також на потоковому сервісі HBO Max, на якому він триватиме місяць.

## Відгуки
Фільм отримав схвальні відгуки критиків. На сайті Rotten Tomatoes він має «сертифікований свіжий» рейтинг схвалення 97% на основі 136 рецензій. На Metacritic фільм має середню оцінку 83 зі 100 на основі 40 рецензій, що вказує на «загальне визнання», та статус «потрібно обов'язково переглянути».